# Alue Igeueh
Alue Igeueh is een bestuurslaag in het regentschap Bireuen van de provincie Atjeh, Indonesië. Alue Igeueh telt 215 inwoners (volkstelling 2010).